# Aspen Springs
Aspen Springs es un lugar designado por el censo ubicado en el condado de Mono en el estado estadounidense de California. En el año 2010 tenía una población de 65 habitantes.

## Geografía
Aspen Springs se encuentra ubicado en las coordenadas 37°33′17″N 118°42′45″O / 37.55472, -118.71250.